# Aletta (Vorname)
Aletta ist ein weiblicher Vorname.

## Herkunft und Bedeutung
Der Name ist eine französische und friesische Variante des althochdeutschen Vornamens Adelheid, der sich aus den Elementen adal „edel“, „vornehm“ und heit „Gestalt“, „Art“, „Erscheinungsbild“ zusammensetzt. Der Name bedeutet daher „von edlem Wesen“ oder „von edler Gestalt“.

## Bekannte Namensträgerinnen
- Aletta Bonn, deutsche Biologin und Hochschullehrerin
- Aletta Eßer (1934–1990), deutsche Schriftstellerin
- Aletta Fredericks, namibische Politikerin (SWAPO)
- Aletta Haniel (1742–1815), deutsche Unternehmerin
- Aletta Jacobs (1854–1929), niederländische Ärztin und Feministin
- Aletta Jorritsma (* 1989), niederländische Ruderin
- Aletta Ocean (* 1987; auch Aletta Alien), ungarische Pornodarstellerin
- Aletta van Manen (* 1958), niederländische Hockeyspielerin
- Aletta von Massenbach (* 1969), deutsche Juristin und Managerin
- Aletta Mondré (* 1976), deutsche Politologin und Professorin für Politikwissenschaft
- Aletta von Vietinghoff (* 1979), deutsche Filmeditorin